# Borato de trimetila
Borato de trimetila ou trimetóxido de boro, é um composto químico com a fórmula B(OCH3)3. Ele se apresenta como um líquido claro que funde a −34 °C e entra em ebulição a 68-69 °C. Decompõe-se em contato com água. É um líquido inflamável e queima com uma chama verde.